# Pablo Palazuelo
Pablo Palazuelo (Madrid, 6 oktober 1916 - Galapagar, 3 oktober 2007) was een Spaanse schilder, beeldhouwer en graficus.

## Leven en werk
In 1932 begon Palazuelo een architectuurstudie aan de Escuela de Arquitecturea in Madrid, die hij van 1933 tot 1936 voortzette aan de School of Arts and Crafts van de Universiteit van Oxford in Oxford. Na het uitbreken van de Spaanse Burgeroorlog in 1936 keerde Palazuelo terug naar Spanje, waar hij zich als piloot schaarde aan de zijde van de republikeinen. Vanaf 1939 vestigde hij zich als schilder in Madrid. Eerst nog figuratief werkend, maar onder invloed van Pablo Picasso en Paul Cezanne ontwikkelde hij zich als abstracte kunstenaar. In 1945 werkte Palazuelo mee aan een expositie in Madrid La joven escuela de Madrid ('De jonge school van Madrid') in Galería Buchholz. In 1947 maakte hij kennis van het werk van Piet Mondriaan en Paul Klee en kreeg hij les van Daniel Vázquez Díaz. In die tijd maakte hij zijn eerste abstracte tekeningen, waarvan hij er twee publiceerde in een tijdschrift over poëzie. In 1948 week hij vanwege het Franco-regime uit naar Frankrijk en kreeg een studiebeurs van het Institut Français. Hij nam in hetzelfde jaar deel aan de Salon de Mai in Parijs. Hij raakte in 1950 bevriend met de Spaanse beeldhouwers Eusebio Sempere en Eduardo Chillida en ontving in 1952 de Kandinsky Prijs. Vanaf 1953 werden zijn werken geometrisch-abstract en kreeg hij een eerste solo-expositie met de serie Solitudes. In 1954 maakte hij zijn eerste beeldhouwwerk Ascendente no. 2 en in 1958 kreeg hij de belangrijke Carnegie Prijs van het Carnegie Museum of Art in Pittsburg (Pennsylvania). Hij was vanaf 1962 eveneens werkzaam als beeldhouwer.
In 1969 keerde Palazuelo terug naar Spanje. Hij kreeg in 1982 de Medalla de Oro de Bellas Artes en in 2004 de Premio Velázques de Artes Plásticas van het Spaanse Ministerio de Cultura. In 2006 en 2007 werd een retrospectieve tentoonstelling georganiseerd door het Museu d'Art Contemporani de Barcelona (MACBA) en het Guggenheim Museum (Bilbao).
Pablo Palazuelo overleed in 2007 op negentigjarige leeftijd.

## Enkele werken in de openbare ruimte
- Lauda III (1980), tentoongesteld op diverse locaties
- Threshold 3 (1983), bij het Museo de Bellas Artes de Bilbao in Bilbao
- Projecto para un monumento IV B (1987), Museo de Escultura al Aire Libre (Madrid) in Madrid

## Fotogalerij

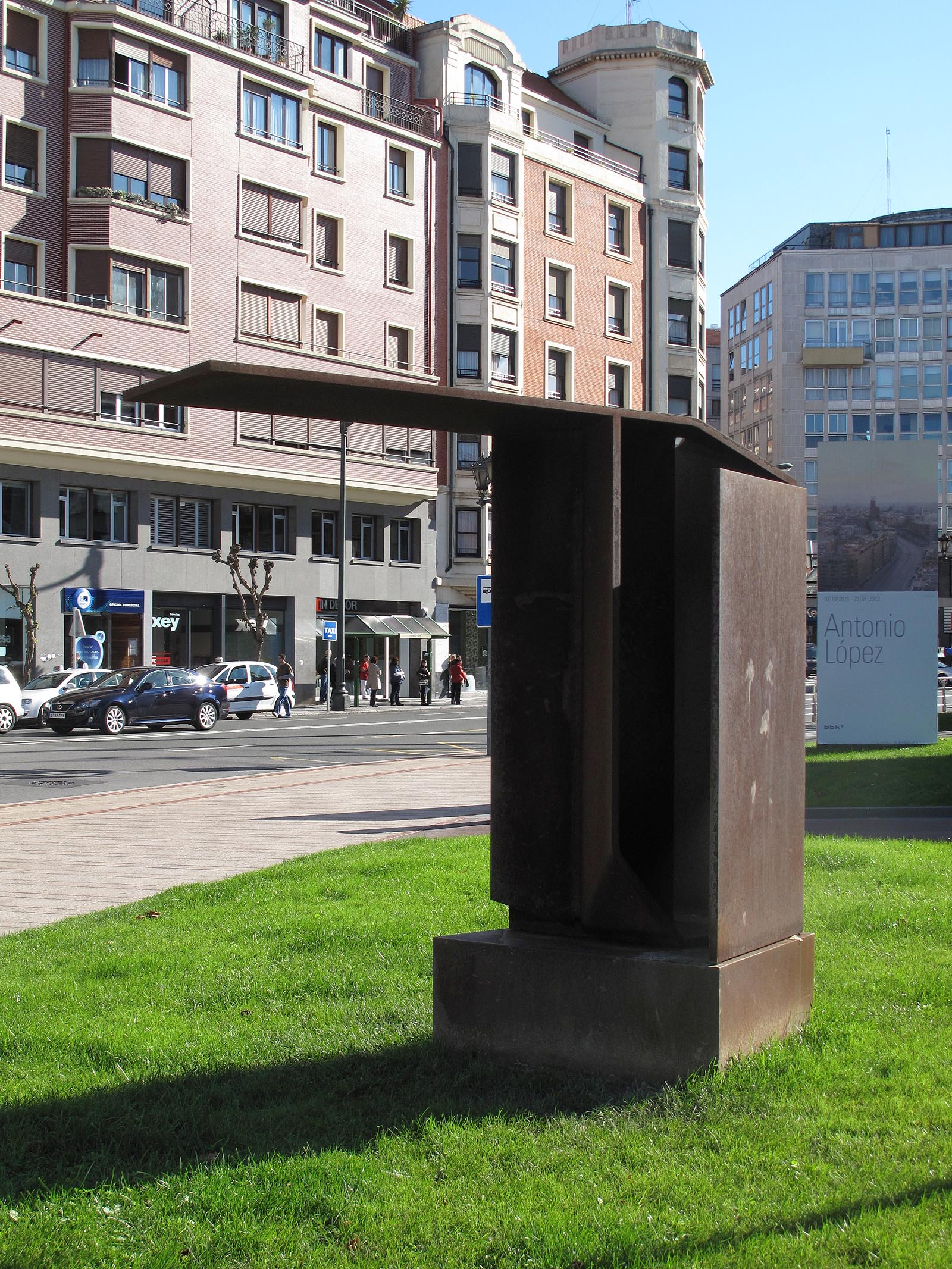
Threshold 3, Bilbao
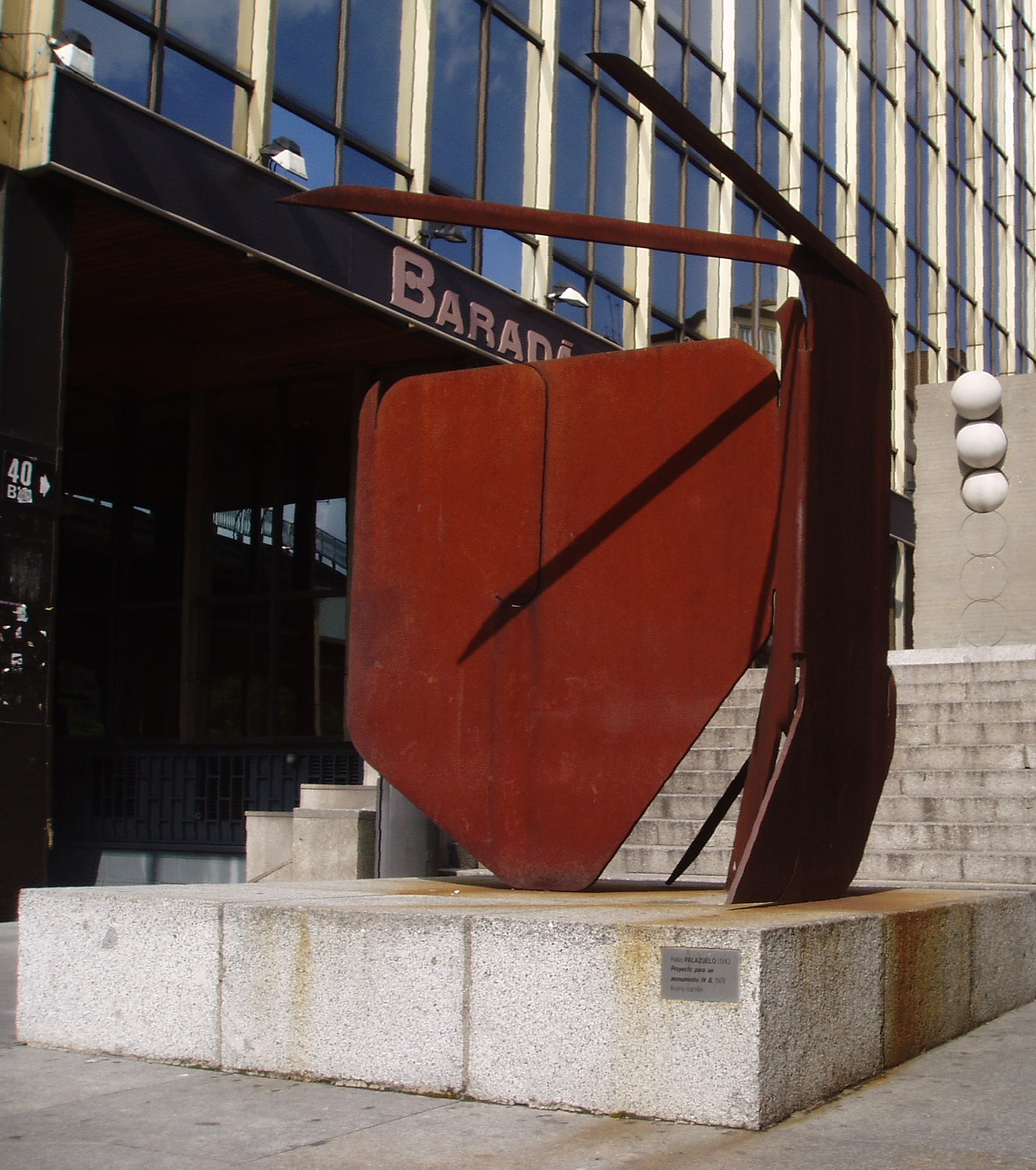
Projecto para un monumento IV B, Madrid